# هیرو کاناموری
هیرو کاناموری (انگلیسی: Hiroo Kanamori؛ زادهٔ ۱۷ اکتبر ۱۹۳۶) دانشمند در زمینه ژئوفیزیک اهل ژاپن است.
همچنین برندهٔ جوایزی همچون جایزه کیوتو شده‌است.